# 晁必登
晁必登（1462年—？年），字汝吉，宜賓縣人，四川馬湖府平夷長官司民籍，明朝政治人物。

## 生平
四川鄉試第十五名舉人。弘治三年（1490年）中式庚戌科二甲第三十八名進士。歷雲南副使。

## 家族
曾祖晁琰；祖父晁有問，贈戶部員外郎；父晁常，布政司右參政。母劉氏（封宜人）。